# Domenico Modugno
Domenico Modugno (9. januar 1928 – 6. august 1994) var en italiensk sangskriver, sanger og skuespiller. Efter et slagtilfælde i 1984 måtte han trappe ned på sin kunstneriske karriere, og han gik senere ind i politik.

## Opvækst
Modugno blev født i Polignano a Mare, i nærheden af Bari i Apulien, den 9. januar 1928, som den yngste af fire søskende. Hans far, Vito Cosimo Modugno, var ansat ved det lokale politi, mens hans mor, Pasqua Lorusso, var hjemmegående.
Da Domenico var ni, flyttede familien til San Pietro Vernotico, i nærheden af Brindisi, hvor han far havde fået en ny stilling. Her fortsatte Domenico sin skolegang og han lærte den lokale dialekt, der var typisk for området omkring Lecce, og havde lighedspunkter med siciliansk Han afsluttede sin skolegang i Lecce.
Fra han var ganske ung, ønskede Domenico at blive skuespiller, og mens han opholdt sig i Rom i 1949, fik han sin første lille rolle i filmen I pompieri di Viggiù ("Brandmændene fra Viggiù") samme år. Derpå aftjente han sin værnepligt ved hæren i Bologna, og i 1951 kom han ind som elev på Centro sperimentale di cinematografia ("Det eksperimentelle center for cinematografi").

## Karriere
Mens han stadig var skuespillerelev, fik Domenico mindre roller i forskellige film. Efter at have afsluttet elevskolen i 1953, supplerede han filmkarrieren med jobs i radioen, og han forsøgte sig også som sangskriver. I 1957 blev hans sang Lazzarella, sunget af Aurelio Fierro, nummer to ved Festival della Canzone Napoletana ("Den napolitanske sangfestival") og bidrog til at gøre hans navn kendt. Året 1958 markerede hans gennembrud. Som skuespiller optrådte han i Antonio Aniante's komedie La Rosa di Zolfo ved Festival della Prosa i Venedig. Som forretningsmand opdagede han den komiske duo Franco Franchi og Ciccio Ingrassia og blev deres manager.. Som sanger kom gennembruddet ved musikfestivalen i Sanremo, hvor han sammen med Johnny Dorelli, fremførte sangen Nel blu dipinto di blu ("I det blå, malet blå"), bedre kendt som Volare ("At flyve" - På dansk kendt som "Vi har det - Åh, åh"). De to sangere vandt konkurrencen med dette bidrag, komponeret af Modugno og med tekst af Franco Migliacci. Tekstforfatteren har senere forklaret at den lidt syrede titel var resultatet af rigelig indtagelse af vin, der fremkaldte minder om to billeder af Marc Chagall og som fik ham til at se sig selv som en blåmalet, flyvende mand. Sangen fik verdensomspændende succes, solgte 22 mio. eksemplarer, lå nummer ét i USA og vandt to Grammy Awards. Senere i 1958 have Modugno (uden Dorelli) sangen med som Italiens bidrag til det Europæiske Melodi Grand Prix, hvor den dog måtte nøjes med tredjepladsen.
I 1959 vandt Modugno i Sanremo for anden gang - igen sammen med Johnny Dorelli - med sangen Piove("Regn"), bedre kendt som Ciao, ciao bambina("Farvel pige"). Igen havde Modugno sangen med til Europæisk Melodi Grand Prix samme år, hvor han også denne gang var alene om fremførelsen og måtte nøjes med en sjetteplads.
I 1962 vandt Modugno i Sanremo for tredje gang, denne gang med Addio..., addio.... ("Farvel, farvel"), sunget sammen med Claudio Villa. Det år blev det Villa, der fik lov til at præsentere Modugnos melodi ved det Europæiske Melodi Grand Prix. I 1964 udsendte Elvis Presley en udgave af Modugnos sang Io ("Jeg") som B-side til singlen Ain't That Loving You Baby, med den engelske titel Ask Me. I 1966 satte han rekord ved at vinde i Sanremo for fjerde gang, med Dio, come ti amo ("Gud hvor jeg elsker dig"), sunget sammen med Gigliola Cinquetti. Modugno fremførte senere på året selv sangen som Italiens bidrag ved det Europæiske Melodi Grand Prix, men denne gang sluttede han på en delt sidsteplads med nul point.
Modugno spillede med i 44 film og var filmproducer på to, hvoraf Tutto è musica ("Alt er musik") fra 1963 handlede om hans eget liv. Fra 1970'erne begyndte han at fokusere mere på klassiske musikgenrer. Han skrev musik til digte, optrådte på tv og skrev og optrådte i musicals.

### Deltagelse i Eurovision Song Contest
| År   | Land    | Sang                            | Plads | Point |
| ---- | ------- | ------------------------------- | ----- | ----- |
| 1958 | Italien | Nel blu dipinto di blu (Volare) | 3     | 13    |
| 1959 | Italien | Piove (Ciao, ciao bambina)      | 6     | 9     |
| 1966 | Italien | Dio, come te amo                | 17    | 0     |

## De sidste år
I 1984 fik han et alvorligt slagtilfælde, som påførte ham varige lammelser. Han måtte indstille sin karriere og koncentrere sig om genoptræningen. Fra 1986 begyndte han at arbejde for handicappedes rettigheder, og det førte ham ind i politik. I juni 1987 blev han valgt i Torino til det italienske parlaments Deputeretkammer, hvor han sluttede sig til det radikale parti (Partito radicale). Før sit slagtilfælde havde han været politisk aktiv som tilhænger af retten til skilsmisse, og som fortaler for menneskerettigheder, men efter valget koncentrerede han sig om socialpolitik, især de psykiatriske patienters forhold. I 1992-1993 vendte han tilbage til musikken og begyndte at skrive sange igen. I august 1993 gav han en stor koncert i fødebyen Polignano, men 6. august 1994 døde han af et hjerteslag i sin feriebolig på øen Lampedusa.

## Hits
- 1956 Musetto
- 1957 Strada 'nfosa
- 1958 Nel blu, dipinto di blu
- 1958 Io
- 1958 Vecchio frac
- 1959 Piove
- 1959 Farfalle
- 1959 Notte, lunga notte
- 1959 Tu non sei più la mia bambina
- 1960 Libero
- 1960 Notte di luna calante
- 1960 Più sola
- 1961 Giovane amore
- 1961 Nel bene e nel male
- 1961 Dalla mia finestra sul cortile
- 1962 Stasera pago io
- 1962 Addio addio
- 1962 Notte chiara
- 1962 Selene
- 1962 La Notte del mio amore
- 1962 Se Dio vorrà
- 1963 Lettera di un soldato
- 1963 Io peccatore
- 1964 Tu si `na cosa grande
- 1964 Che me ne importa a me
- 1965 L`avventura
- 1966 Dio come ti amo
- 1967 Sopra i tetti azzurri del mio pazzo amore
- 1968 Meraviglioso
- 1968 Il posto mio
- 1970 Come hai fatto
- 1970 La lontananza
- 1971 Come stai
- 1972 Un calcio alla città
- 1972 Dopo lei
- 1973 Amara terra mia
- 1974 Questa è la mia vita
- 1975 Piange il telefono
- 1975 Domenica
- 1975 Il maestro di violino
- 1976 L`anniversario
- 1977 Il vecchietto